# 108 блаженних польських мучеників
108 блаженних мучеників (пол. 108 błogosławionych męczenników) — група польських католицьких мучеників, який беатифікував 13 червня 1999 року папа Іван Павло II під час свого візиту до Варшави. Всі вони були закатовані за віру під час Другої світової війни у 1939—1945 роках. До числа 108 блаженних мучеників внесли 3 єпископів, 52 священники, 26 капеланів, 3 семінариста, 7 монахів, 8 монахинь, 9 мирян. Їх пам'ять вшановується 12 червня.

## Вшанування
Ім'ям 108 блаженних мучеників названо єпархії в Поверце і Мальборку та каплиця в Базиліці Пресвятої Богородиці Ліхенської (Ліхень-Старий).

## Список
| - Роман Архутовський — священник - Ян Антонін Баєвський — священник, монах - Адам Баргельський — священник - Людвік Пій Бартосік — священник, монах - Маріанна Бернацька — мирянка - Антоній Бешта-Боровський — священник - Максиміліан Бінкевич — священник - Владислав Блондзінський — священник, монах - Мечислав Богаткевич — священник - Леон Ветманьський — монах - Міхал Возняк — священник - Ярогнев Войцеховський — мирянин - Казимера Воловська CSIC — черниця - Едвард Гжимала — священник - Людвік Рох Гетінгер — священник - Крістін Гондек — священник, монах - Владислав Гораль — єпископ - Казімеж Гостинський — священник - Казімеж Грелевський — священник - Стефан Грелевський — священник - Юзеф Інокентій Гуз — священник - Мар'ян Гурецький — священник - Генрик Глібович — священник - Петро Едвард Даньковський — священник - Францішек Дахтера — священник - Владислав Демський — священник - Едвард Деткенс — священник - Францішек Джевецький — священник - Тадеуш Дульний — мирянин - Сімфоріан Дуцький — монах - Домінік Єнджеєвський — священник, монах - Петро Боніфацій Жуковський — монах - Антоній Завістовський — священник - Юзеф Заплата — священник, монах - Брунон Земболь — монах | - Єжи Кашира — священник, монах - Генрик Качоровський — мирянин - Едвард Казьмерський — мирянин - Францішек Кенси — священник - Едвард Клінік — мирянин - Юзеф Ковальський — священник - Мечислава Ковальська — черниця - Броніслав Коморовський — священник - Мар'ян Конопіньський — священник - Аніцета Адальберт Копліньський — священник, монах - Броніслав Костковський — мирянин - Аліція Ядвіга Котовська — черниця - Марія Антоніна Кратохвіль — черниця - Станіслав Кубіста — священник, монах - Станіслав Кубський — священник - Юзеф Кужава — священник - Юзеф Кут — священник - Генрик Кшиштофик — монах, священник - Влодзімеж Ласковський — священник - Антоній Лящевич — священник - Алоїзій Лігуда — священник - Альфонс Марія Мазурек — монах - Владислав Мачковяк — священник - Людвіг Мзик — монах, священник - Вінцент Матушевський — священник - Владислав Мегонь — священник - Владислав Мончковський — священник - Станіслав Мисаковський — священник - Войцех Нерихлевський — священник, монах - Леон Новаковський — священник - Антоній Юліан Нововейський — єпископ - Богумила Нойшевська — черниця - Міхал Ожембловський — священник - Мартін Опжондек — монах - Юзеф Павловський — священник - Анастасій Панкевич — священник, монах - Зигмунд Писарський — священник | - Нарциз Путц — священник - Юзеф Ахіллес Пухала — священник, монах - Станіслав Пиртек — священник - Міхал Пяшчиньський — священник - Антоній Ревера — священник - Францішек Рогачевський — священник - Марія Юлія Родзіньська — черниця - Францішек Росланець — священник - Зигмунд Сайна — священник - Роман Сітко — священник - Мар'ян Скшипчак — священник - Олексій Собашек — священник - Юзеф Станек — священник, монах - Станіслав Костка Старовейський — священник - Марія Клеменса Сташевська — черниця - Кароль Герман Стемпень — священник, монах - Флоріан Стемпняк — монах - Юзеф Страшевський — мирянин - Болеслав Стжелецький — священник - Францішек Стрияс — мирянин - Антоній Сьвядек — священник - Казімеж Сикульський — священник - Станіслав Тимофій Трояновський OFMConv — монах - Нарциз Турхан, — священник, монах - Наталія Тулашевич — мирянка - Фіделіс Хойнацький — монах - Ян Непомуцен Хжан — священник - Еміль Шрамек — священник - Целестина Фарон — черниця - Гжегож Францковяк — монах - Юзеф Цебуля — священник, монах - Міхал Чарторийський — священник, монах - Юзеф Чемпель — священник - Чеслав Юзьвяк — мирянин - Юзеф Янковський — священник, монах - Гіларій Павло Янушевський — монах, священник |